# 扭彎布紋螺
扭彎布紋螺（学名：Colubraria tortuosa）为布紋螺科布紋螺屬下的一个种。